# Precursores de la pintura chilena

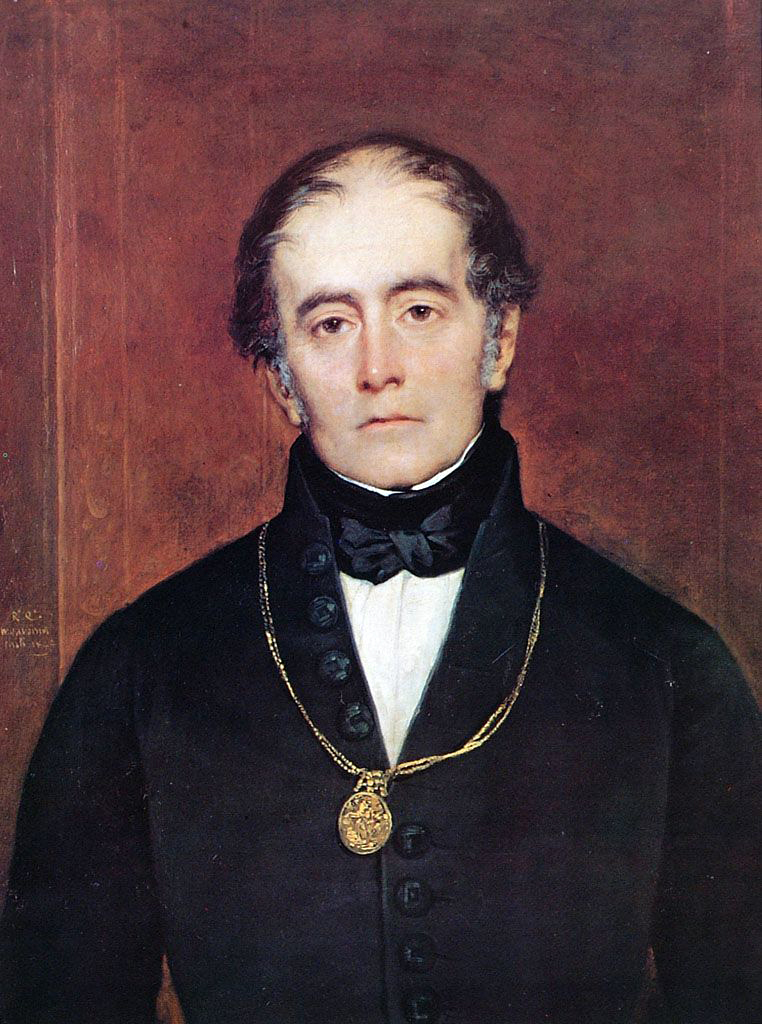
Retrato de Andrés Bello por Raymond Monvoisin.

Los precursores de la pintura chilena, también llamados «artistas viajeros del siglo XIX», comenzaron su obra a inicios de la independencia de Chile y su influencia, reproducida a través de la Academia de Bellas Artes, perdura hasta nuestros días. Los cuadros y bocetos creados por estos artistas fueron y son de gran importancia didáctica y permiten comprender mejor los primeros años de la existencia republicana junto con las batallas desarrolladas durante la independencia del país.
De este periodo artístico, según aclaran los autores Galaz e Ivalic, no debe dárseles el término de "generación" o "grupo" puesto que los precursores de la pintura chilena no conformaron un conjunto como tal, sino que «debe entenderse sólo en su sentido cronológico: coinciden en su llegada al país con pequeñas diferencias de años».

## Historia

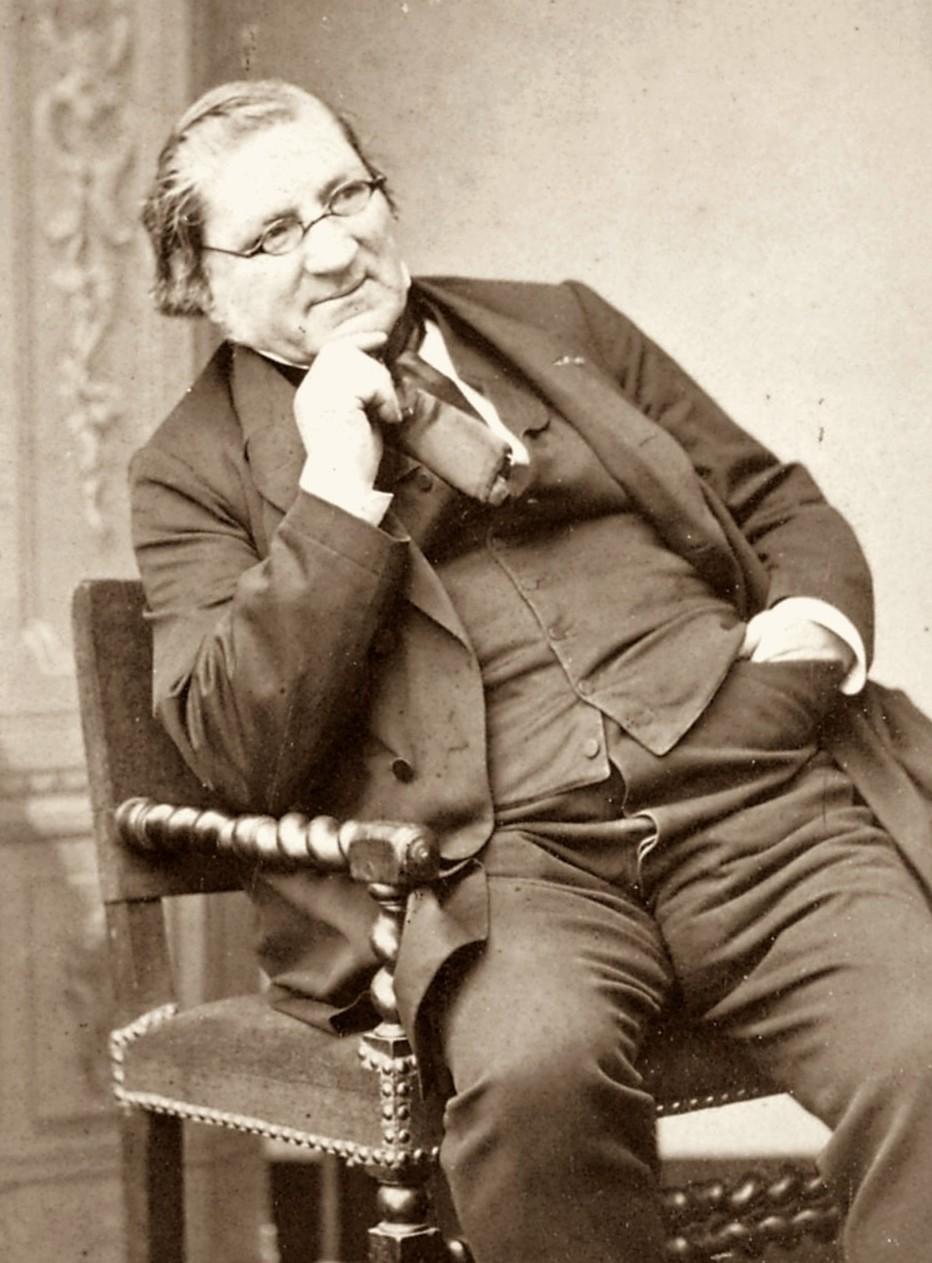
Fotografía del naturalista Claudio Gay importante documentalista de la época.

Los inicios de las revoluciones sociales de la independencia dejaron al arte chileno en segundo plano durante un breve periodo, sin embargo, al poco tiempo de comenzar el proceso independentista, distintos artistas extranjeros llegan a Chile en expediciones científicas o documentales trayendo consigo sus gustos y marcos temáticos que marcarían la dirección que tomaría la nueva pintura chilena.
Si bien durante la época colonial no existía arte propiamente nacional en Chile, el punto de infección que brindó la encarcelación del rey de España por Napoleón Bonaparte en 1808 y la posterior formación de las primeras juntas de gobierno mueven los gustos aristocráticos criollos en diferentes direcciones. Este proceso genera los primeros indicios de nacionalidad con la consiguiente idea del estilo autóctono. En Chile sin embargo este evento de originalidad no se va a notar hasta ya bien entrado el siglo XIX.
El grupo de los precursores de la pintura chilena, o también llamados “pintores viajeros del siglo XIX”,  fue un término acuñado por el coleccionista e historiador del arte, Luis Álvarez Urquieta, quien resalta el grupo de pintores independientes que llegan a Chile a fines del siglo XVII y principios del siglo XIX. Se desempeñaron distintas áreas que varían en estilo y tema del arte colonial chileno. Nuevas temáticas y elementos van a abordar la pintura nacional: desde el retrato de personajes ilustres llevado a cabo por artistas como el peruano José Gil de Castro y el francés Raymond Monvoisin, la representación de escenas de la independencia donde destacó el chileno Manuel Antonio Caro y el alemán Mauricio Rugendas hasta la representación bibliográfica de plantas, animales y ciudades puestas en práctico por personajes como Claudio Gay, Charles Wood y el científico Charles Darwin.
Si bien la pintura anterior al siglo XIX se caracterizaba por su capacidad funcional( poseía una función evangelizadora, conciliadora y educacional), las nuevas tendencias europeas dejan de lado la labor de la docencia vinculándola al valor estético natural que lleva por sí misma. De esta manera la pintura dejó de ser un complemento de las demás artes y ciencias para llegar a cumplir la labor que por naturaleza le correspondía. 

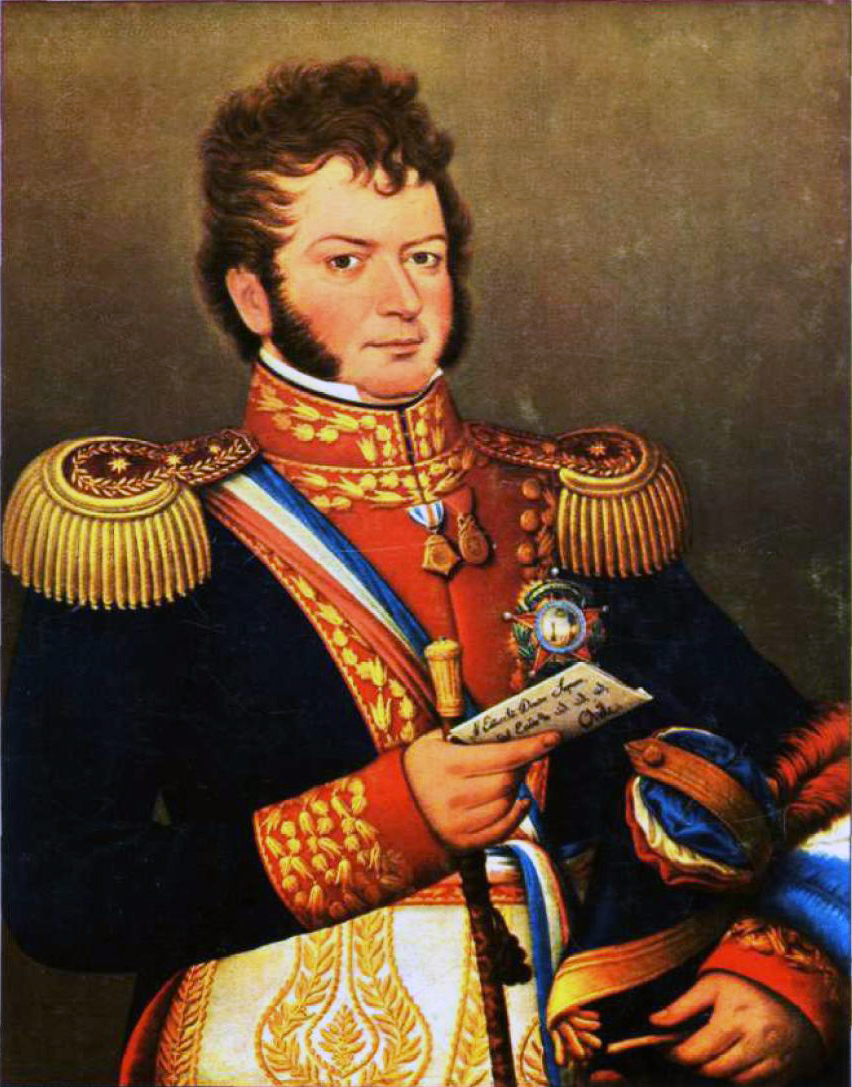
Bernardo O'Higgins retratado por José Gil de Castro.

El arte chileno en general sufrió también de los conflictos internos del país tras la independencia y le fue muy difícil marcar una tendencia estilística en algún sentido. Durante el periodo de los pintores viajeros conviven el realismo, el neoclasicismo y el romanticismo sin que se pueda uno imponer su importancia sobre otro más que en nichos particulares y durante periodos breves.
Cronológicamente es un periodo de cambios profundos y antagónicos en el arte.  Mientras que a comienzos de siglo los artistas italianos mantienen el Neoclásicismo, al final del proceso independentista la técnica romántica toma fuerza en los círculos patrióticos y adinerados, para luego dejar paso al Realismo, estilo que imperará a inicios de 1840.
Galaz e Ivaelic en su libro “Historia de la pintura chilena” nos relatan: 

“La presencia de los artistas mencionados en el país obedece a distintas causas, pero es innegable que más allá de los intereses estrictamente personales que los impulsaron a radicarse en Chile, todos están motivados por el espíritu de aventura, el anhelo de descubrir un mundo nuevo, pujante, no contaminado aún con los signos negativos del progreso civilizador. Su actitud frente a esta realidad, verdaderamente inédita para ellos, los obliga a revisar su propia percepción del mundo, adecuar su visión al nuevo espacio, a una nueva atmósfera de color, a pautas que no obedecen a esquemas institucionalizados de la cultura europea. En síntesis, liberar su visión de pintor, de los prejuicios inherentes a una formación que tenía detrás el peso y la carga de muchos siglos.

## Precursores extranjeros de la pintura chilena

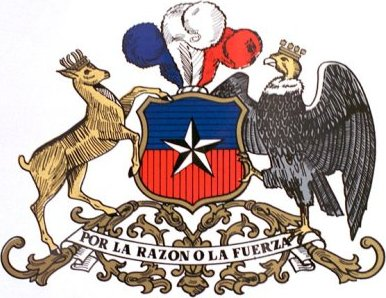
Escudo diseñado por Charles Wood Taylor.

La amplitud de los artistas que transitaron u hospedaron por largos periodo de tiempo en Chile es bastante extensa, por lo mismo, es difícil entregar una pauta exacta de los miembros específicos de esta generación. De todas maneras existen concordancias entre los personajes más influyentes y también de sus alumnos.
Entre los historiadores está preestablecido que el inicio de arribo de los artistas extranjeros a Chile se marca con la llegada del peruano José Gil de Castro. El popular pintor se dedica a retratar personajes de la época y los caudillos de la liberación española tales como  Ramón Freire,  Bernardo O’Higgins, doña Isabel Riquelme y José de San Martín y Simón Bolívar. Su técnica asemeja en gran medida con la escuela cusqueña por lo que no era muy precisa a la hora de retratar rostros, los cuales son planos y con falta de expresión particular. Independiente de su habilidad como pintor de rostros los detalles decorativos de sus obras son alabados por Ricardo Bindis en su libro de  "Historia de la pintura chilena ", quien destaca la manera de tratar las medallas de los caudillos representados. 
Otro pintor extranjero de gran importancia para la nueva nación fue Charles Wood, pintor inglés especialista en marinas, el cual legó un gran grupo de lienzos con destacable valor histórico. Entre sus obra más famosas se encuentran ”Naufragio del Arethusa”, ”Toma de la fragata Esmeralda por la Escuadra de Chile de Lord Cochrane” y ”El General Baquedano en Campaña”. Según cuenta la bibliografía fue testigo personal de la toma de la esmeralda escena de la que creó varias reproducciones. También como importante logro para la república chilena se le atribuye la invención del escudo nacional de Chile.    

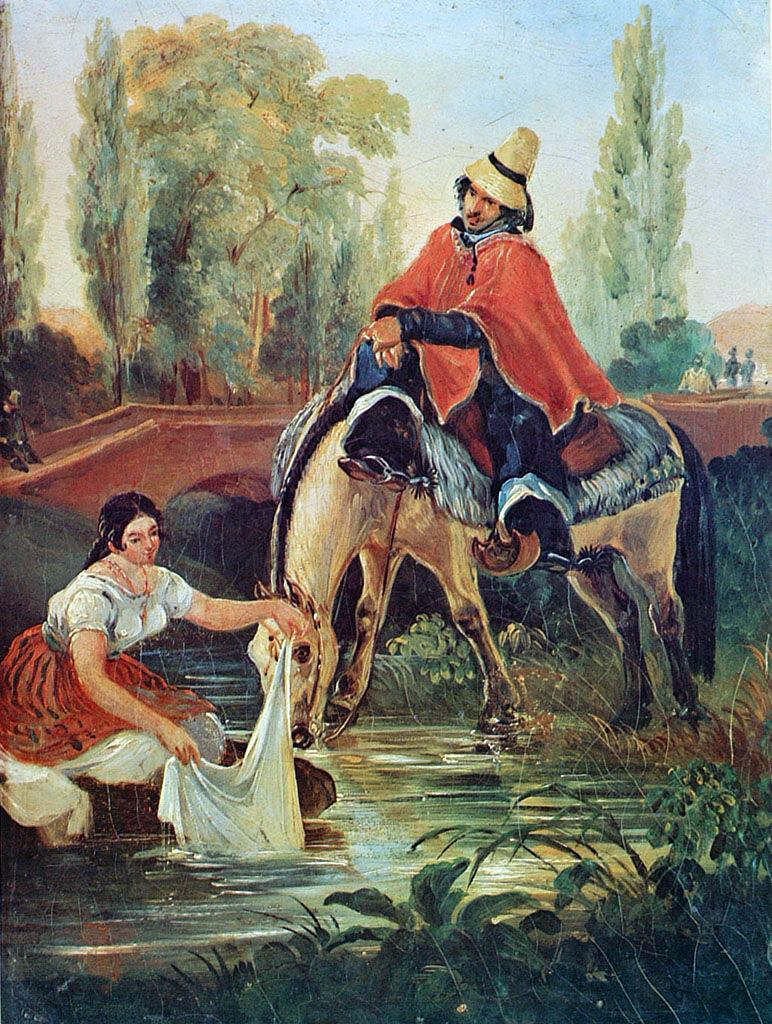
"El Huaso y la Lavandera" por Mauricio Rugendas, actualmente la obra está ubicada en el Museo de Bellas Artes de Chile.

El alemán Mauricio Rugendas y el francés Ernesto Charton desarrollaron ambos labores importantes retratando las costumbres típicas del país. Su paso por Chile dejó múltiples escenas del inicio de la república. Entre las obras más populares de estos autores encontramos ”Fiesta campestre”, “”la batalla de Maipú” y "El huaso y la lavandera" de Rugendas, en tanto de Charton destacan ”Plaza de Armas de Santiago””  y ”La casa de la moneda”. Ambos pintores son ejemplo del arte documental que elaboraron los pintores viajeros.
En su época uno de los más reconocidos pintores de Chile fue el francés Raymond Monvoisin, uno de los precursores del retrato en Chile. Sus trabajos se centraron en la representación de los aristócratas más destacados del momento, entre los que destacan doña “Carmen Alcalde y Velasco de Cazotte”,  el general y presidente Manuel Bulnes, el venezolano Andrés Bello y el político Mariano Egaña. 
El francés popularizó el retrato dentro de la alta élite chilena, sus discípulos directos fueron Francisco Javier Mandiola y José Manuel Ramírez Rosales quienes heredaron gran parte de sus técnicas y colores incluyendo en el caso de Rosales su fascinación por la cultura francesa. El caso de Mandiola desvió a los campesinos, niños e indigentes, es decir, prefirió el retrato de la clase baja chilena. Monvoisin fue consultado varias veces para ser director de la academia de Bellas Artes que el gobierno buscaba crear, sin embargo el artista se negó en variadas ocasiones tras lo cual tomó el cargo Alejandro Cicarelli.
Gran cantidad de pintores extranjeros se ubican en este grupo(por esto se le llamaba pintores viajeros). Normalmente la bibliografía ubica en este grupo:
- Claudio Gay= Botánico y naturalista francés, uno de los primeros estudiosos de la flora y fauna chilena.
- José Gil de Castro= Artista de transición para los precursores, retratista de personajes ilustres de la independencia de América tales como José de San Martín y Simón Bolívar.
- Charles Wood= Pintor inglés y documentalista de la época, diseñó el escudo nacional de Chile agregando el huemul y el cóndor.
- Mauricio Rugendas= Pintor y dibujante alemán, recorrió varios países de Latinoamérica detallando su cultura, flora y fauna. Entre sus cuadros figura la escena el huaso y la lavandera y La batalla de Maipú. Trabajó junto al Padre de la Geografía Moderna Universal, Alexander Humboldt.
- Raymond Monvoisin= Pintor retratista francés, contribuye a la creación de la academia de pintura en Chile y deja retratos famosos en Chile hasta la actualidad como los hechos a Andrés Bello y Manuel Ramírez Rosales
- Ernest Charton= Pintor francés que en Chile plantea obras de características costumbristas.
- Otto Grashof=  Pintor, dibujante y retratista alemán.
- Thomas Somerscales= Pintor inglés marinista, famoso por pinturas como el Combate naval de Iquique.

También se incluyen otros pintores menos famosos y del que se tiene poca información pero se conoce su integración conológica, entre estos están:  John Searle, María Graham, Johan Heinrich Jenny, Francis Martín Drexel, Camilo Domeniconi, Augusto Borget, Procesa Sarmiento, Juan Bianchi, Clara Filleul, Alexander Simón,  Giovatto Molinelli y Theodor Ohlsen.

## Precursores chilenos de la pintura nacional

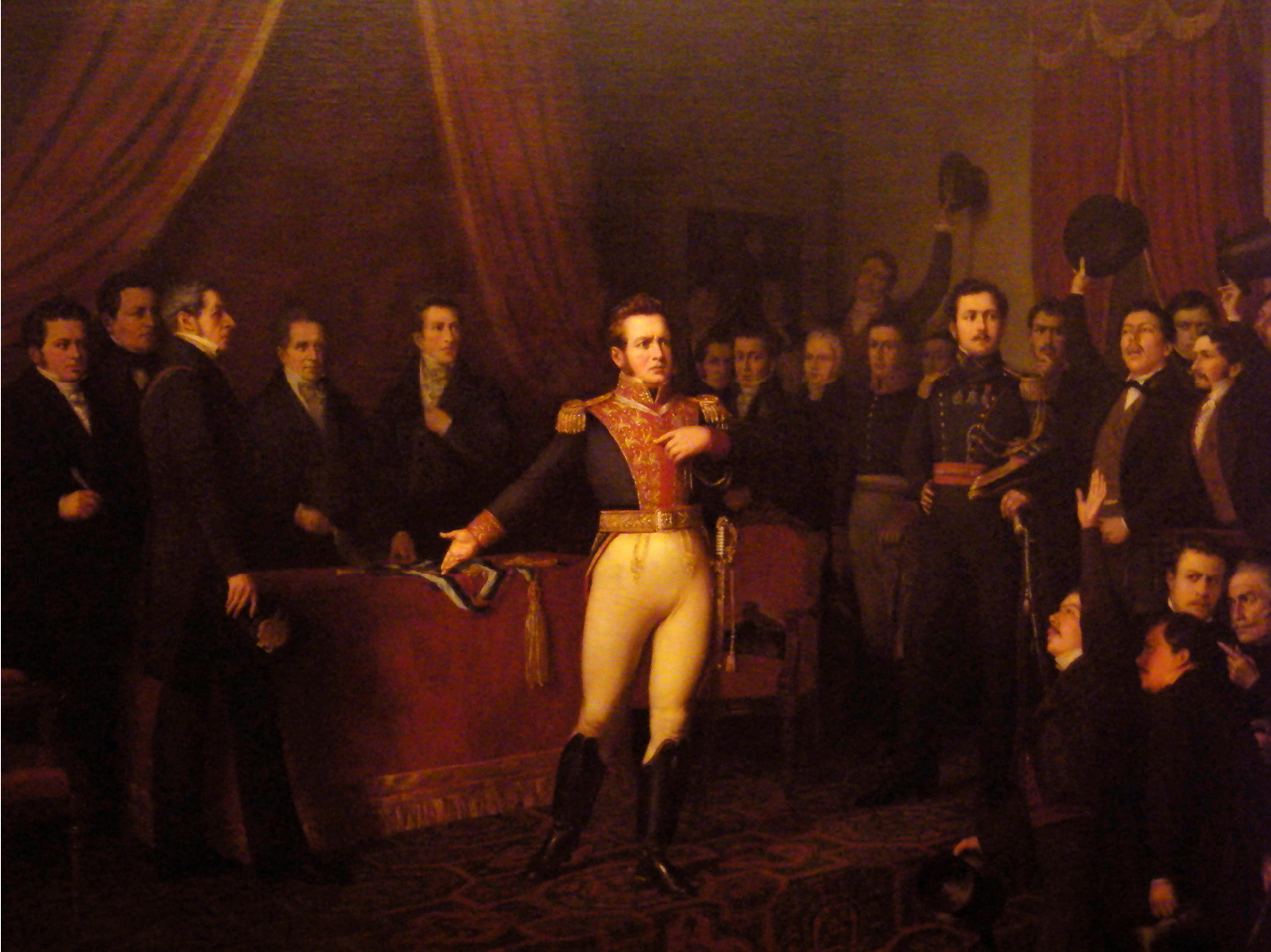
Abdicación de O´higgins por Manuel Antonio Caro. La obra presenta el momento en que O'Higgins es obligado a dimitir de su poder tras lo cual parte al exilio en el Perú.

El grupo de pintores herederos de la pintura europea o de sus maestros extranjeros componen un aporte al proliferación de las artes al país. Los pintores chilenos de esta generación, al igual que sus maestros, no compartían un estilo particular únicamente la coincidencia cronológica, pero fueron fundamentales para la nueva etapa que comenzaría en Chile dada la creación de la Academia de pintura. Según Galaz e Ivaelic estos pintores “comparten la proximidad de su pintura a la tierra, a los hombres y a las costumbres chilenas”.  
El grupo de pintores chilenos que se encuentran en este grupo son:
- Manuel Antonio Caro= Pintor chileno más reconocido de ese periodo, de estilo realista se dedicó a retratar escenas costumbristas entre sus cuadros más famosos figuran la Zamacueca y la abdicación de Bernardo O'Higgins
- Francisco Javier Mandiola= Retratista costumbrista, discípulo más aventajado del francés Monvoisin.
- Vicente Pérez Rosales= Hombre de negocios y aventurero, también avocó parte de sus vida a la pintura educado por el maestro Monvoisin.
- Antonio Gana Vargas= Pintor Santiaguino, de su obra sólo se ha conservado un cuadro que esta ahora en posesión del Museo de Bellas Artes de Chile.

## Legado
La etapa precursora de la pintura chilena termina abarcando históricamente desde la llegada de Gil de Castro, a inicios de la independencia, pasando también por la etapa de los Ensayos Constitucionales, la república conservadora e llegando a inicios de la república liberal, es durante este periodo artístico que se fue formando en los sectores más acaudalados el gusto por la buena pintura dejando de lado la antigua falta de rigurosidad característica de la pintura colonial.
La pintura chilena se mantuvo al margen de una identidad propia durante este periodo, se limitó en gran parte al retrato, la representación de la naturaleza y la descripción de los eventos más relevantes de la historia del país. Galaz e Ivaleic mencionan que si bien Europa descubre América en el siglo XV, América sólo nota a Europa a comienzos del siglo XIX, lo que explica la fascinación criolla con el arte extranjero y su modo de vida que tanto se buscó alcanzar durante este periodo. 
El fin de esta fase artística está marcado por la construcción de la nueva academia de pintura chilena en 1849, que permitirá estudios artísticos dentro de Chile sin necesidad de viajar a Europa. Aunque la Academia en si no rendirá frutos hasta ya bien avanzado el siglo XIX su importancia para la pintura chilena se hace notar en la generación llamada por Antonio Romera como la “Del medio Siglo”. En términos pictóricos el futuro del arte en Chile se ve profundamente marcado por la influencia Europea, en especial atención por el arte francés e italiano.

## Pintores románticos de Chile
En Chile las tendencias extranjeras provenientes de Europa influyeron en la mayoría de los pintores nacionales. Los pintores chilenos sin embargo no son capaces de escoger un estilo en particular loq que los lleva a distintas áreas.
La pintura romántica también se refleja en los pensamientos e ideales de estos pintores, se transforma en su estilo de vida y los lleva a vivir una vida apresurada y pasional.
El historiador de arte, Antonio Romera, es el que selecciona los que para el son los representantes del romanticismo en Chile. Los tres pintores que el considera románticos se ca caracterizaron tanto por su modo de vida como su arte. Los pintores que nombra son: Antonio Smith, Onofre Jarpa y José Manuel Ramírez Rosales. El trío comparte el gusto por el paisajismo y la emoción cromática de este estilo particular, son destacables sus aportes como maestros de otros pintores que buscaban escapar de la estricta rigidez neoclásica de la academia, además, a Antonio Smith, se le considera el padre del paisajismo nacional como también el primer caricaturista del país.

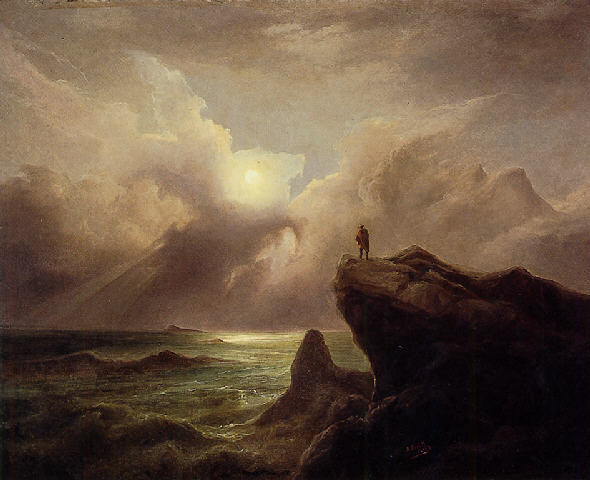
Antonio Smith, Crepúsculo marino.
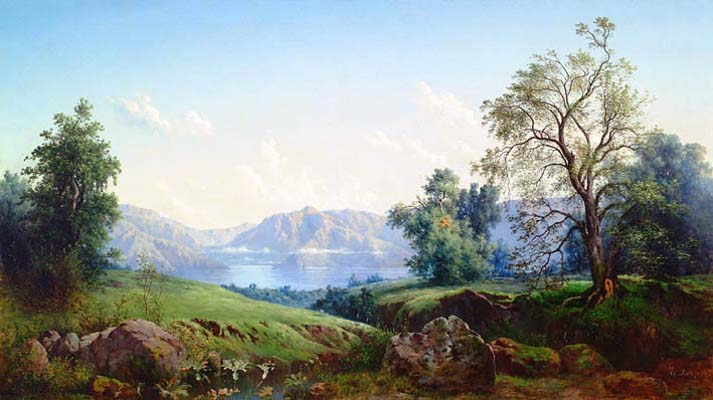
Laguna de Aculeo, Provincia de Maipo, por  Onofre Jarpa.
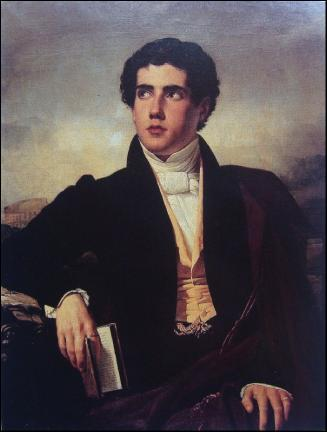
Retrato de Ramírez Rosales , obra de Monvoisin.